# Богомаз Володимир Іванович
Володи́мир Іва́нович Богома́з (19 квітня 1946, с. Пашківка, Ніжинський район, Чернігівська область — 22 червня 2021) — соліст Київського національного академічного театру оперети. Народний артист України (2008).

## Життєпис
В. І. Богомаз народився 19 квітня 1946 в с. Пашківка, Ніжинського району Чернігівської області.
Його мати Віра Кирилівна була вчителькою початкових класів Пашківської семирічної школи, першою вчителькою відомого українського педагога Івана Андрійовича Зязюна, який неодноразово згадував про неї у своїх спогадах: «Вона прекрасно володіла мовою і мовленням, словом, немов музикою, зачаровувала. Була надзвичайно красива, інтелігентна, а „Наталку-Полтавку“ як на сільській сцені грала!». «Добре співала, володіла художнім словом, не раз грала у спектаклях, що ставилися на шкільній сцені… Особливо яскраві враження залишились від виступів на сцені у театральних виставах. Я грав з моїми однолітками уривки з творів М. Гоголя, М. Кропивницького, І. Карпенка-Карого, Л.Українки. Вдалі режисерські й акторські роботи виносилися на суд усього села. Переповнені односельцями найбільші класні кімнати у школі чи в будинку культури, їхня підтримка „артистів“ надзвичайно жвавими реакціями робили нас героями не лише під час виступів, а й у наступні дні. З нами по-особливому віталися односельці, намагаючись прокоментувати побачене і допомогти нам своїми „режисерськими“ зауваженнями. Дехто з аматорів досяг у сценічному мистецтві великих успіхів. Серед них є і Заслужений артист України — син моєї першої вчительки, артист Київського театру оперети В. І. Богомаз».
Згодом В. І. Богомаз навчався у Ніжинському училищі культури і мистецтв ім. М. Заньковецької..
В. І. Богомаз є учнем відомої української співачки (сопрано), педагога і композитора, професора Київської консерваторії Ірини Вілінської.
З 1972 року Володимир Іванович працює в Київському національному академічному театрі оперети, є одним з провідних акторів. «Володимиру Богомазу притаманний надзвичайний акторський шарм, який відзначають не лише глядачі, але й партнери по сцені», — відмічається на офіційному сайті театру.
У 1994 році йому було присвоєне звання Заслуженого артиста України (Указ Президента України від 26.11.1994 № 702/94)
У 2008 році В. І. Богомазу було присвоєне звання Народного артиста України (Указ Президента від 19.12.2008 № 1185/2008)
13 березня 2014 В. І. Богомаз серед інших діячів культури поставив свій підпис під «Заявою від діячів культури України до творчої спільноти світу».

## Ролі
- «Весела вдова» Франца Легара — Барон Зетта
- «Фіалка Монмартру» Імре Кальмана — Леблан
- «Мадемуазель Нітуш» Флорімона Ерве — директор театру
- «Летюча миша» Йоганна Штрауса — Франк
- «Американська комедія» Марка Самойлова — Сол
- «За двома зайцями» В. Ільїна та В. Лукашова — Прокіп Сірко
- «Таке єврейське щастя» І. Поклада — Моряк Степанич
- «Цілуй мене, Кет!» Коула Портера — Гаррі Тревор
- «Бал у Савойї» Пола Абрахама — Діффенбах
- «Сільва» Імре Кальмана — Феррі
- «Звана вечеря з італійцями» Жака Оффенбаха — Баландар